# Helge Roundquist
Helge Roundquist, född Helge Vilhelm Rundqvist den 1 juni 1907 i Arbrå Gävleborgs län, död den 18 december 1983 i Djursholm, var en svensk kompositör, populärtextförfattare och skivproducent.
Han var verksam under pseudonymerna Arne Alm, S. Aina, Carl-Allan, Carl-Arne, Lars-Arne, Oleg Quist, Sun Shine, Sunshine och Miguel Torres.
Roundquist arbetade som skivproducent vid Sonora 1932–1947 och vid Cupol 1947–1972. Han är gravsatt i Gustav Vasa kyrkas kolumbarium vid Odenplan i Stockholm.

## Sångtexter i urval
- Aloha oe - jag älskar dig - musik Yngve Stoor - W.Blue
- Annie Laurie - musik Sven Arefeldt
- Bitterljuva avsked - musik Yngve Stoor
- Efter regn kommer solsken - musik Artur Beul
- Hawaiiflickan - musik Yngve Stoor
- Jag blir så glad när solen skiner - musik Kai Normann Andersen
- Sickans solskensmelodi - musik Per-Martin Hamberg
- Vår lyckostjärna - musik René Pardi
- En afton på Öljaren - musik Philip Widén
- Sjömansjul på Hawaii - musik Yngve Stoor
- Säg det med ett leende - musik Jokern-Paddock